# Ngô Bảo Châu
Ngô Bảo Châu (Vietnám, Hanoi, 1972. június 28. –) az első vietnámi matematikus, aki megkapta a Clay Matematikai Intézet kutatói díját. 2010-ben elnyerte a Fields-érmet.

## Élete
Értelmiségi családban született. Apja, Ngô Huy Cẩn, fizikus a Vietnámi Nemzeti Mechanikai Intézetben. 15 évesen speciális matematika tagozatba került a Vietnámi Nemzeti Egyetem középiskolai gyakorló részlegében. Részt vett a 29. és 30. Nemzetközi Matematikai Diákolimpián, ahol két aranyérmet nyert. Miután befejezte a középiskolát a vietnámi kormány ösztöndíjat ajánlott fel neki az École normale supérieure-re. A PhD fokozatát a Université Paris-Sud-n szerezte meg Gérard Laumon témavezető kezei alatt 1997-ben. Disszertációjának címe: Sommes de Klosterman et lemme fondamental; lemme fondamental de Jacquet-Ye et cohomologie étale.
2004-ben ő és Laumon elnyerték a Clay kutatói díját. Ő lett a legfiatalabb professzor Vietnám történetében.